# 棘齿平直蚤
棘齿平直蚤（学名：Pleuroxus denticulatus）为盘肠蚤科平直蚤属的动物。分布于拉丁美洲、北美洲以及中国大陆的广东、江苏、山东、河北、河南、山西、陕西等地，常栖息于湖泊沿岸区或池塘等小型水域。
其种加词“Denticulatus”意为“具细齿的”。